# Le Gang des Antillais
Pour plus de détails, voir Fiche technique et Distribution.
Le Gang des Antillais est un film français de Jean-Claude Barny sorti le 30 novembre 2016.

## Synopsis
Dans la France des années 1970, Jimmy Larivière se débat pour survivre avec sa fille et trouver sa place. Sa rencontre avec le Gang des Antillais, des malfrats idéalistes, sonne sa révolte, l’exaspération d'une communauté arrivée en métropole avec le BUMIDOM.

## Fiche technique
- Titre : Le Gang des Antillais
- Réalisation : Jean-Claude Barny
- Scénario : Jean-Claude Barny, Thomas Cheysson, Yves Nilly, Philippe Bernard, d'après le livre Le Gang des Antillais de Loïc Léry
- Production : Sébastien Onomo et Serge Lalou
- Société de production : Les Films d'ici
- Société de distribution (France) : Happiness Distribution
- Costume : Véronique Gely
- Montage : Svetlana Vaynblat
- Décors : Philippe Lacomblez
- Musique : Thibault Kientz-Agyeman, James « BKS » Edjouma
- Photographie : Claude Garnier
- Son : Eric Boisteau
- Pays d'origine :  France
- Genre : thriller et film de gangsters
- Durée : 90 minutes
- Date de sortie : 30 novembre 2016 (France)

## Distribution
- Djédjé Apali : Jimmy
- Ériq Ebouaney : Politik
- Adama Niane : Molokoy
- Vincent Vermignon : Liko
- Djibril Pavadé : Jackson
- Jocelyne Béroard : Marraine
- Karim Belkhadra : Ahmed
- Romane Bohringer : Nicole
- Zoé Charron : Odile
- Julien Courbey
- Cyril Gueï : Tchieko
- Zita Hanrot : Linda
- Lucien Jean-Baptiste : Patrick Chamoiseau
- Mathieu Kassovitz : le patron du bar
- Lise Lomi : Samia
- Régis Lux : Flic

## Réception
Le film fait 28.455 entrées en France à sa sortie en salles le 30 novembre 2016, et est sélectionné au Festival international des films de la diaspora africaine.

## Distinctions
- 2017 : Festival Polar de Cognac : Polar du meilleur long métrage francophone de cinéma